# Tishomingo (Mississippi)
Tishomingo é uma cidade  localizada no estado americano de Mississippi, no Condado de Tishomingo.

## Demografia
Segundo o censo americano de 2000, a sua população era de 316 habitantes.
Em 2006, foi estimada uma população de 315, um decréscimo de 1 (-0.3%).

## Geografia
De acordo com o United States Census Bureau tem uma área de
1,4 km², dos quais 1,4 km² cobertos por terra e 0,0 km² cobertos por água. Tishomingo localiza-se a aproximadamente 156 m acima do nível do mar.

## Localidades na vizinhança
O diagrama seguinte representa as localidades num raio de 24 km ao redor de Tishomingo.